# Леб'яже (полігон)
Леб'яже (рос. Лебяжье) — військовий полігон в Росії. Розташований в Камишинському районі Волгоградської області Росії.
Поблизу полігону знаходиться військовий аеродром Леб'яже.

## Історія
На полігоні регулярно проводяться навчання військ РХБЗ
Під час епідемії коронавірусу у 2020 на полігоні проводились навчання по спеціальній обробці транспорту та бойової техніки. Було задіяно понад 100 одиниць спецтехніки — новітні машини радіаційної, хімічної та біологічної розвідки «РХМ-6», автомобільні розливні станції «АРС-14КМ», універсальна станція спеціальної обробки УССО, комплект дезінфекції-польовий «КЛП-10». Також військовослужбовці бригад РХБЗ (радіаційного, хімічного та біологічного захисту) брали проби ґрунту, повітря та води для доставки їх до лабораторно-польового комплексу, з метою досліджень.

## Галерея

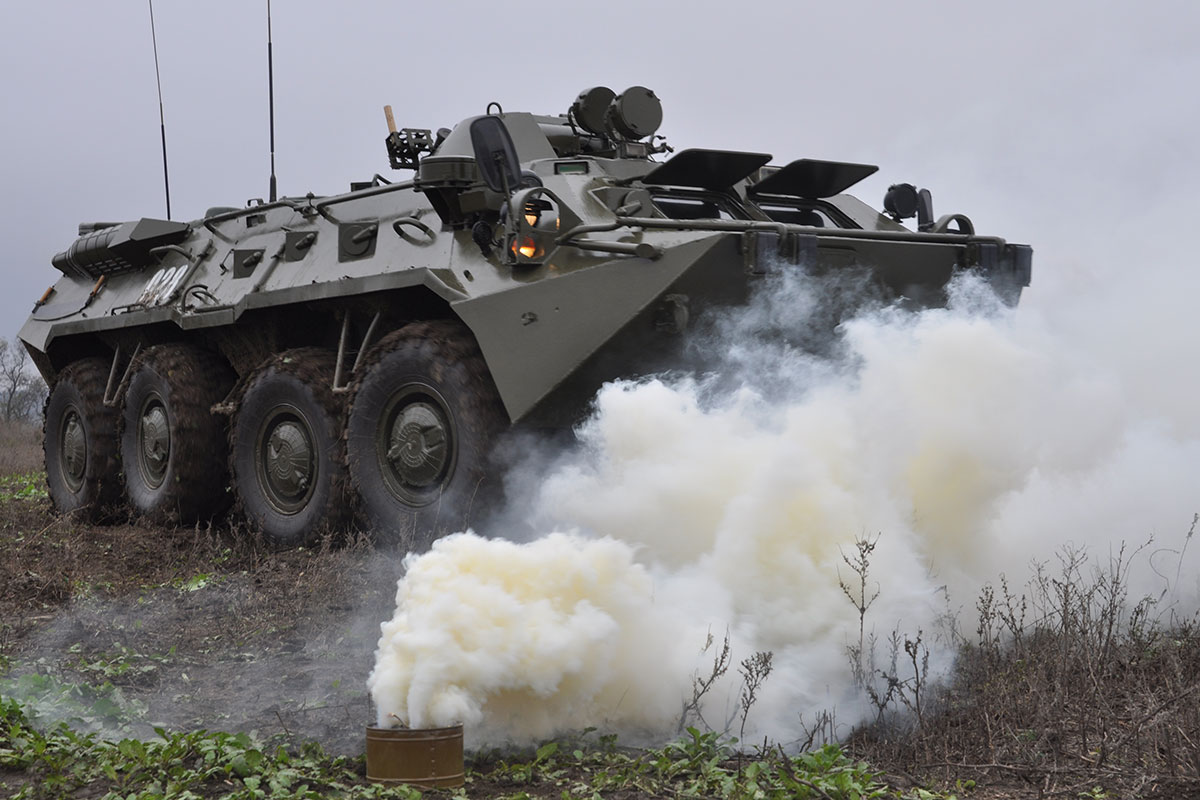
Розвідувальна хімічна машина «РХМ-6» на полігоні "Леб'яже"
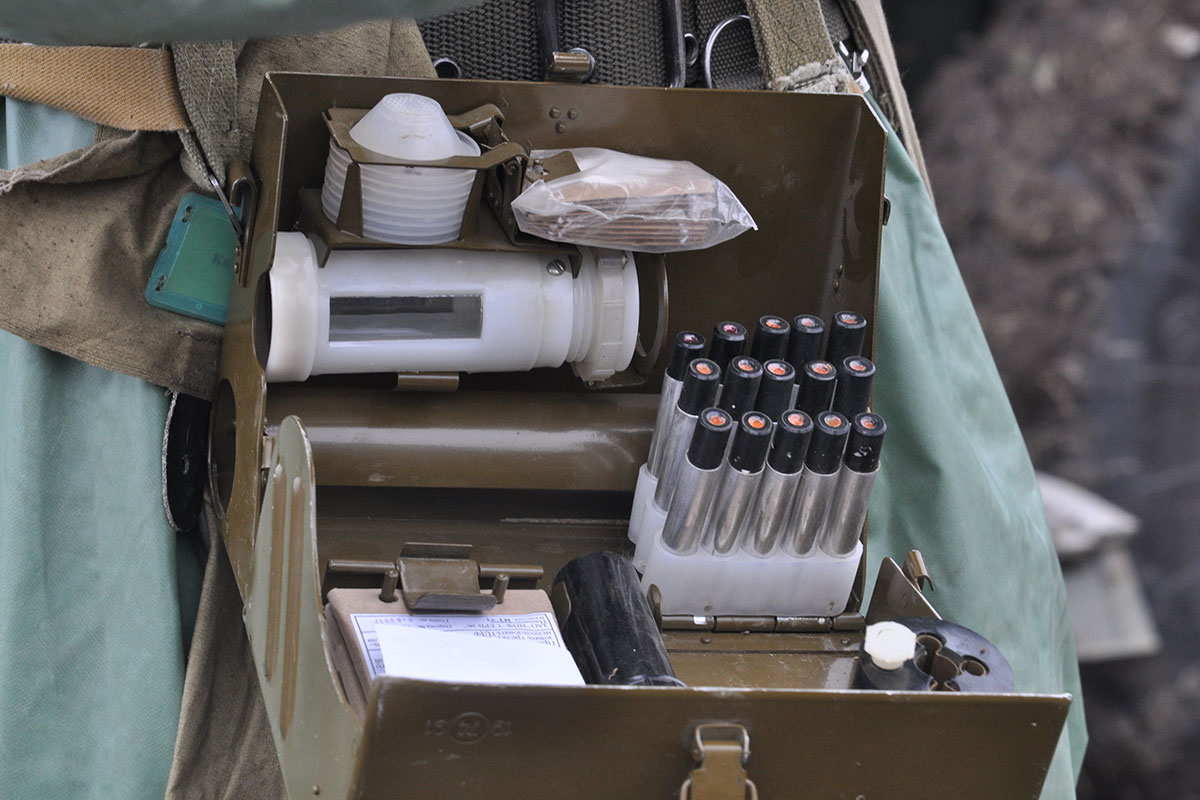
Військовий прилад хімічної розвідки ВПХР-1
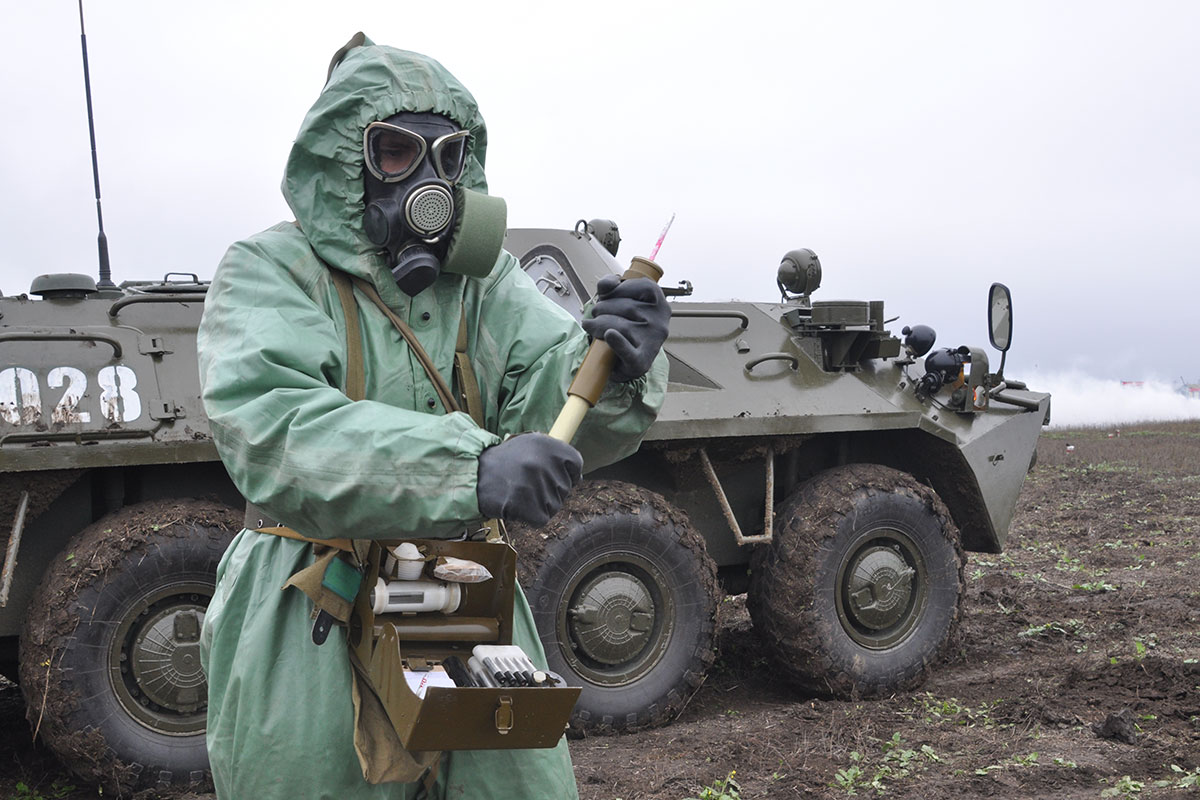
Тренування підрозділів РХБЗ на полігоні «Леб'яже»
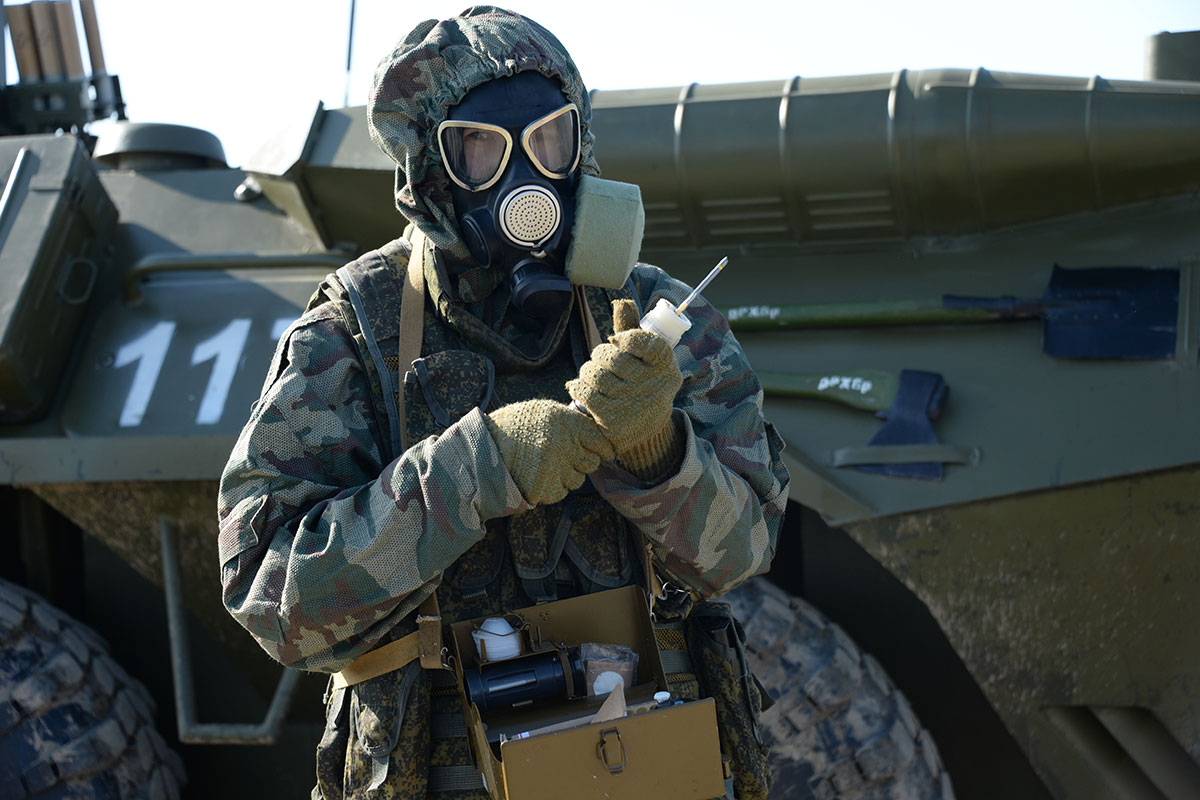
Тренування з приладом ВПХР-1
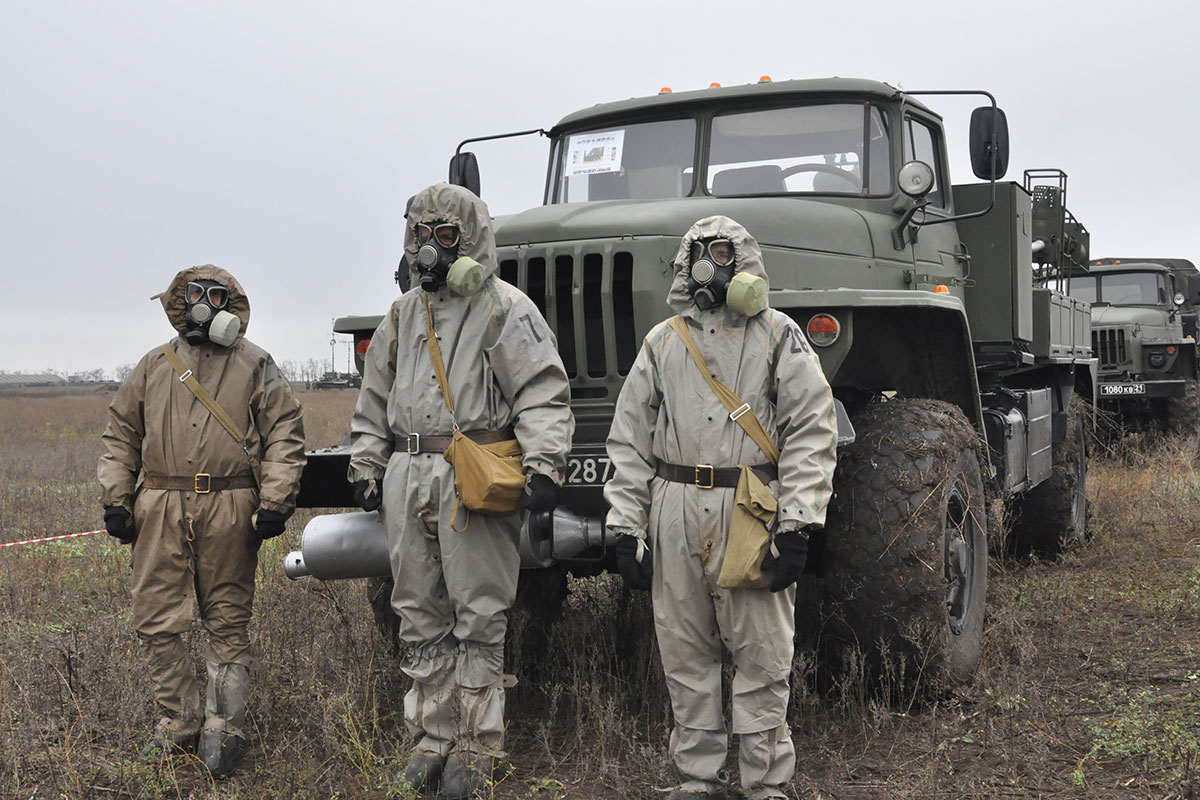
Підрозділ військ РХБЗ в захисних костюмах на полігоні «Леб'яже»
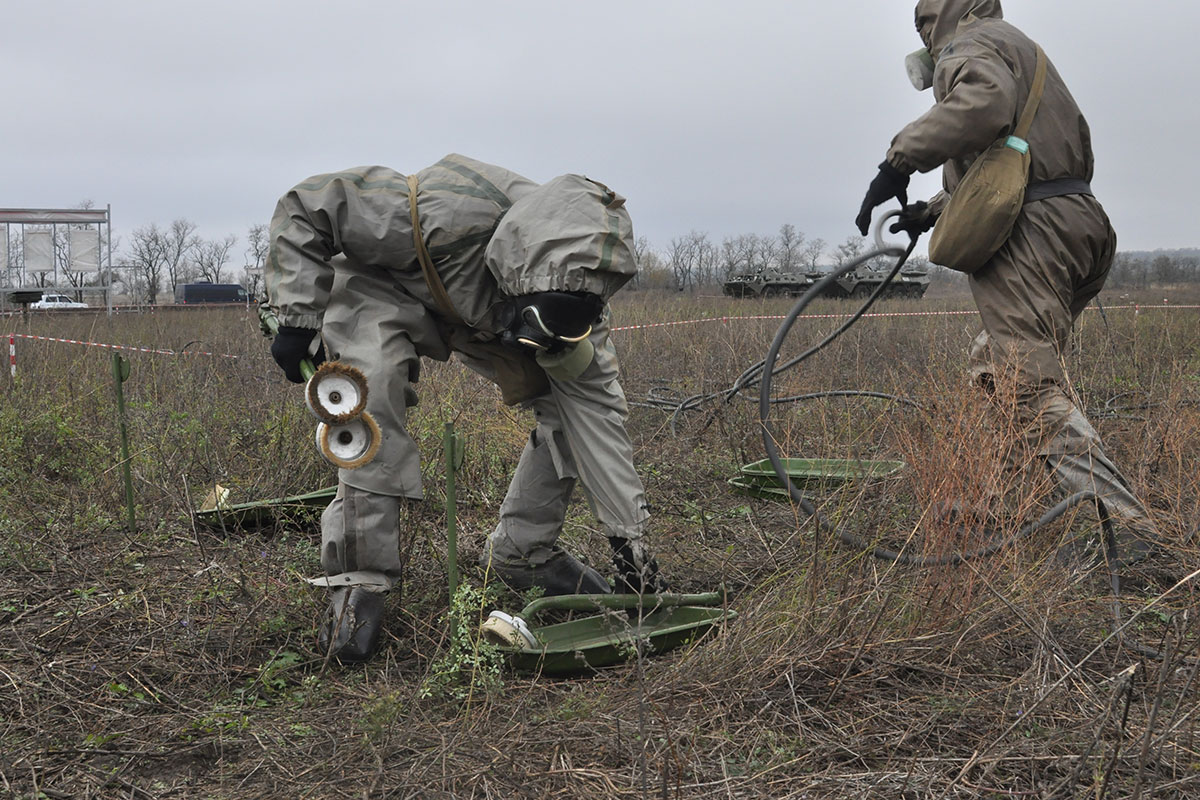
Тренування по ліквідації наслідків хімзабруднення
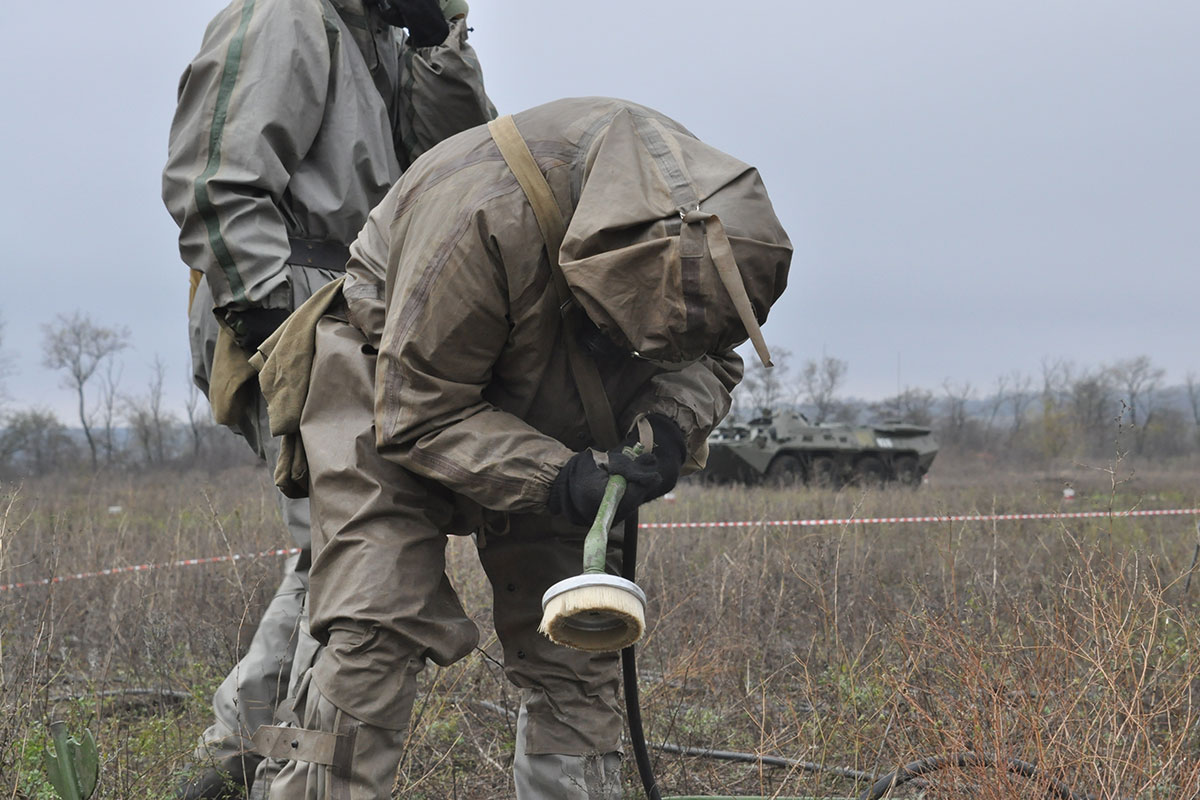
Тренування по ліквідації наслідків хімзабруднення
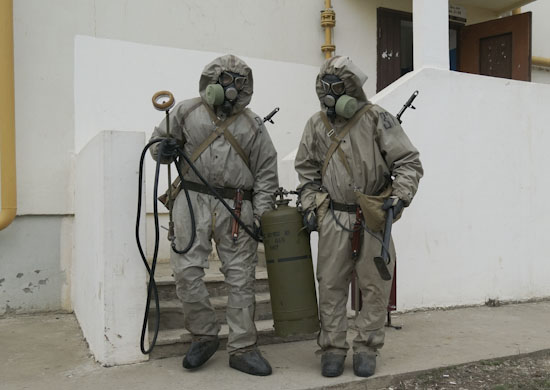
Тренування бригади РХБЗ ПдВО на полігоні "Леб'яже"